# Leona Lewis

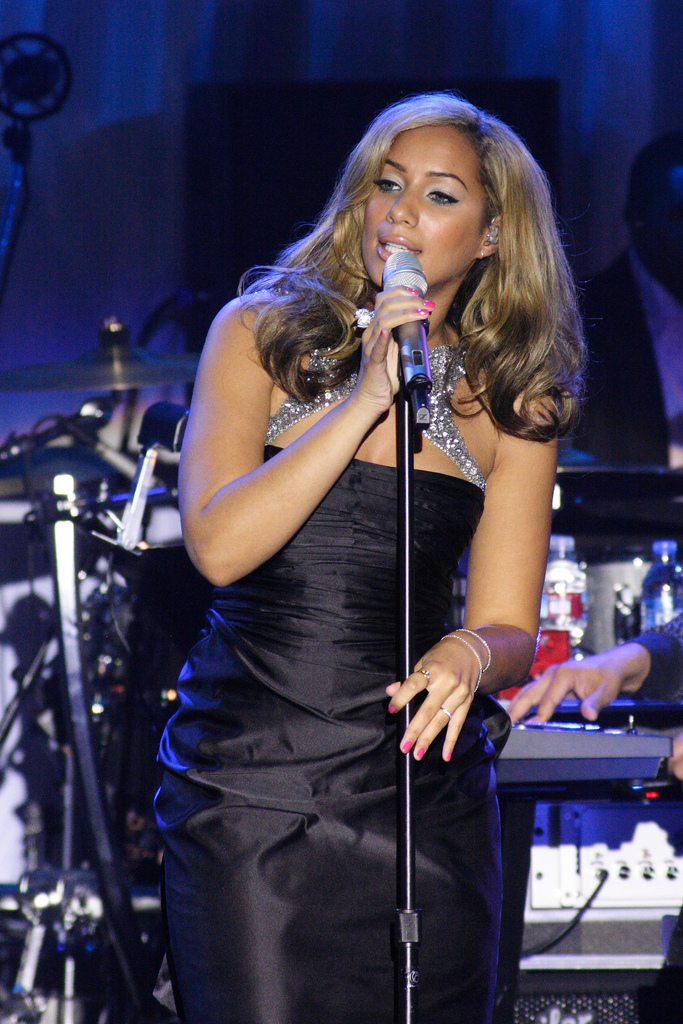
Leona Lewis cantant Better in Time el 2009.

Leona Louise Lewis (Londres, Anglaterra, 3 d'abril del 1985) és una cantant de R&B britànica i guanyadora de la tercera edició del reality show Factor X del Regne Unit.
Ha estat comparada per la crítica amb cantants de la talla de Christina Aguilera, Mariah Carey, Céline Dion i Whitney Houston. El seu primer senzill "A moment like this" va aconseguir batre un rècord mundial en ser descarregada 50.000 vegades en menys de 30 minuts, i el seu segon single "Bleeding Love" ha estat número 1 a Europa.
Vegetariana des dels dotze anys, Lewis va guanyar el certamen de PETA's Sexiest Vegetarian juntament amb Anthony Kiedis dels Red Hot Chili Peppers el 2008. També va ser nomenada persona de l'any de PETA el 2008.